# Полутово (Вологодская область)
Полутово — деревня в Великоустюгском районе Вологодской области.
Входит в состав Красавинского сельского поселения, с точки зрения административно-территориального деления — в Красавинский сельсовет.
Расположена при федеральной автодороге А-123. Расстояние по ней до районного центра Великого Устюга — 14 км, до центра муниципального образования Васильевского — 10 км. Ближайшие населённые пункты — Демьяново, Соколово, Бушково.
По переписи 2002 года население — 260 человек (114 мужчин, 146 женщин). Преобладающая национальность — русские (99 %).